# Werktrockenmörtel
Werktrockenmörtel ist die Bezeichnung für Mörtel, dessen Trockenbestandteile im Werk eines Baustoffherstellers nach festen Rezepturen vorgemischt und der in Gebinden (Sackware) oder lose (Siloware) an die Baustelle geliefert wird bzw. im Baustoffhandel erhältlich ist. Vor der Verarbeitung wird Werktrockenmörtel ohne weitere Zutaten nur noch mit einer definierten Menge Anmachwasser gemischt.
Der übergeordnete Begriff zum Werktrockenmörtel lautet Werkmörtel. Werkmörtel umfasst Werktrockenmörtel und Werkfrischmörtel; letzterer wird gebrauchsfertig in Mischfahrzeugen auf die Baustelle geliefert.
Gegenbegriffe zum Werktrockenmörtel sind Baustellenmörtel und Rezeptmörtel, die traditionell auf der Baustelle ohne besondere Prüfung des Ausgangsmaterials in einem durch Erfahrungswerte bestimmten Verhältnis gemischt wurden.
Die Erfindung und der breite Einsatz von Werktrockenmörtel ist ein wesentlicher Aspekt des industrialisierten Bauens einerseits und einer fortschreitenden systematischen Qualitätssicherung von Baustoffen andererseits. 

## Geschichte
Noch über das gesamte erste Drittel des 20. Jahrhunderts wurden Mörtel jeder Art von Hand aus mehreren Rohstoffen auf der Baustelle unmittelbar zur Verwendung gemischt. Das gesamte Mischgut wurde unter dem Einfluss von Wind und Wetter auf offener Ladefläche in Fuhrwerken zugefahren und in hölzernen Trögen oder stählernen Mulden, später etwas fortschrittlicher in motorisch betriebenen Mischtrommeln zunächst trocken angemischt und danach mit dem örtlichen Wasser in die gewünschte Konsistenz gebracht. Eine definierte Mörtelqualität in Bezug auf die chemische Zusammensetzung und damit die gewünschten bauphysikalischen Eigenschaften war mit diesem Verfahren nicht zu erreichen, weil die Eigenschaften der Zutaten, die Mischungsverhältnisse und die Art und Länge des eigentlichen Mischvorgangs ständig variierten. 
Auf der anderen Seite wuchsen seit dem vermehrten Bau von Mehrgeschossbauten und massiven Hochhäusern die statischen Anforderungen an die Baukonstruktionen stark an. Hier hat der Mauermörtel eine entscheidende Funktion für die statische Tragfähigkeit. Ähnliches gilt für die erhöhten Anforderungen im Infrastrukturbau, die in der zweiten Hälfte des 19. Jahrhunderts zu ersten systematischen Qualitätsprüfungen für Mörtel und Ziegel durch Joseph Bazalgette führten.
Als Erfinder des Werktrockenmörtels gilt der amerikanische Bauingenieur Arthur C. Avril, der 1936 erstmals fertig vorgemischten Trockenmörtel mit stabiler Rezeptur als Sackware anbot und zur Produktion und Vermarktung ein eigenes Unternehmen mit Namen Sakrete (in Europa Sakret) gründete. Avril schloss damit eine kritische Verfahrenslücke zwischen dem Einsatz industriell gefertigter Wandbaustoffe und zunehmend industrieller, montageähnlicher Baupraxis. Avrils Idee setzte sich mit großer Geschwindigkeit durch und veränderte nachhaltig die Arbeitsabläufe am Bau. Die Verwendung von Werktrockenmörtel ist heute bis auf sehr wenige und kleine Nischen für alle Arten von Mörtelprodukten zum Standard geworden.

## Baustofftechnik und Normung
Die Erfindung des Werktrockenmörtels hat im eigentlichen Sinne die planmäßige Entwicklung und Anwendung von Baustoffchemie eröffnet. Materialforschung, Rezepturentwicklung mit fein dosierten organischen und anorganischen Zuschlägen und Qualitätsmanagement von Seiten der Baustoffhersteller hat zur Entwicklung von Mörtelprodukten mit definierten Anwendungsgebieten geführt und unter anderem die Patentierung bestimmter Rezepturen möglich gemacht. Auf der anderen Seite ist die Standardisierung und Normung von Produkteigenschaften nur mit dieser Herstellungsweise wirtschaftlich möglich. 
Die Normenwerke verlangen oft explizit die ausschließliche Verwendung von Werkmörtel. Ein Beispiel ist die DIN EN 998-2, die Mauermörtel ausschließlich als Werkmörtel zulässt und Baustellenmörtel und Rezeptmörtel ausdrücklich von der Verwendung ausschließt. Da in Deutschland die Bauregelliste auf die DIN EN 998-2 verweist, ist die Verwendung von Werkmörtel als Mauermörtel eine explizite bauordnungsrechtliche Vorschrift.
Heute zur Erzielung von speziellen Eigenschaften in großem Umfang eingesetzte Vergütungen mit Kunststoffen, im Werktrockenmörtel in Form von redispergierbaren Dispersionspulvern – dabei handelt es sich um getrocknete Polymer-Dispersionen –, sind nur mit werksgemischten Mörteln realisierbar. Das gilt auch für andere Zuschlagstoffe, die gleich bleibende Materialqualitäten und Dosierung innerhalb enger Toleranzen verlangen.

## Wirtschaftliche Bedeutung
Die in den 1960er Jahren neu entstehende Werktrockenmörtel-Industrie ist inzwischen ein wichtiger Bereich innerhalb der Baustoffherstellung und Bauindustrie geworden. Die Zahl der Mörtelwerke in Europa beträgt etwa 800 mit einem Ausstoß an Werktrockenmörtel von etwa 42 Mio. Tonnen/Jahr. Als expandierend gelten vor allem die Märkte in Osteuropa, wo sich die großen internationalen Hersteller auch zunehmend engagieren.

## Hersteller
Zu den überregional bekannten Marken bzw. Herstellern in Deutschland gehören
- Baumit
- Quarzolith
- Marmorit
- Maxit
- Quick-mix
- Saint-Gobain Weber
- Sakret
- Schwenk